# Die Krone der Egernixe

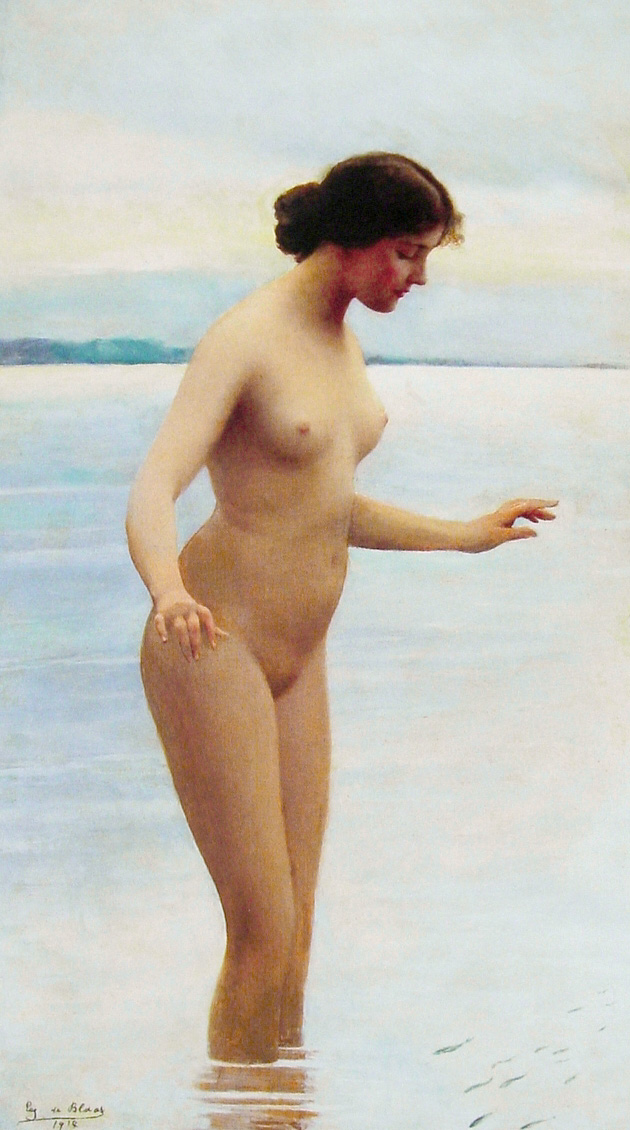
Die Nixenkönigin in der Eger (Symbolbild). Eugene de Blaas – In the water (1914)

Die Krone der Egernixe ist eine Sage aus dem Egerland im Westen Tschechiens. In der Geschichte verliert eine Nixe folgenschwer ihre Krone.

## Handlung

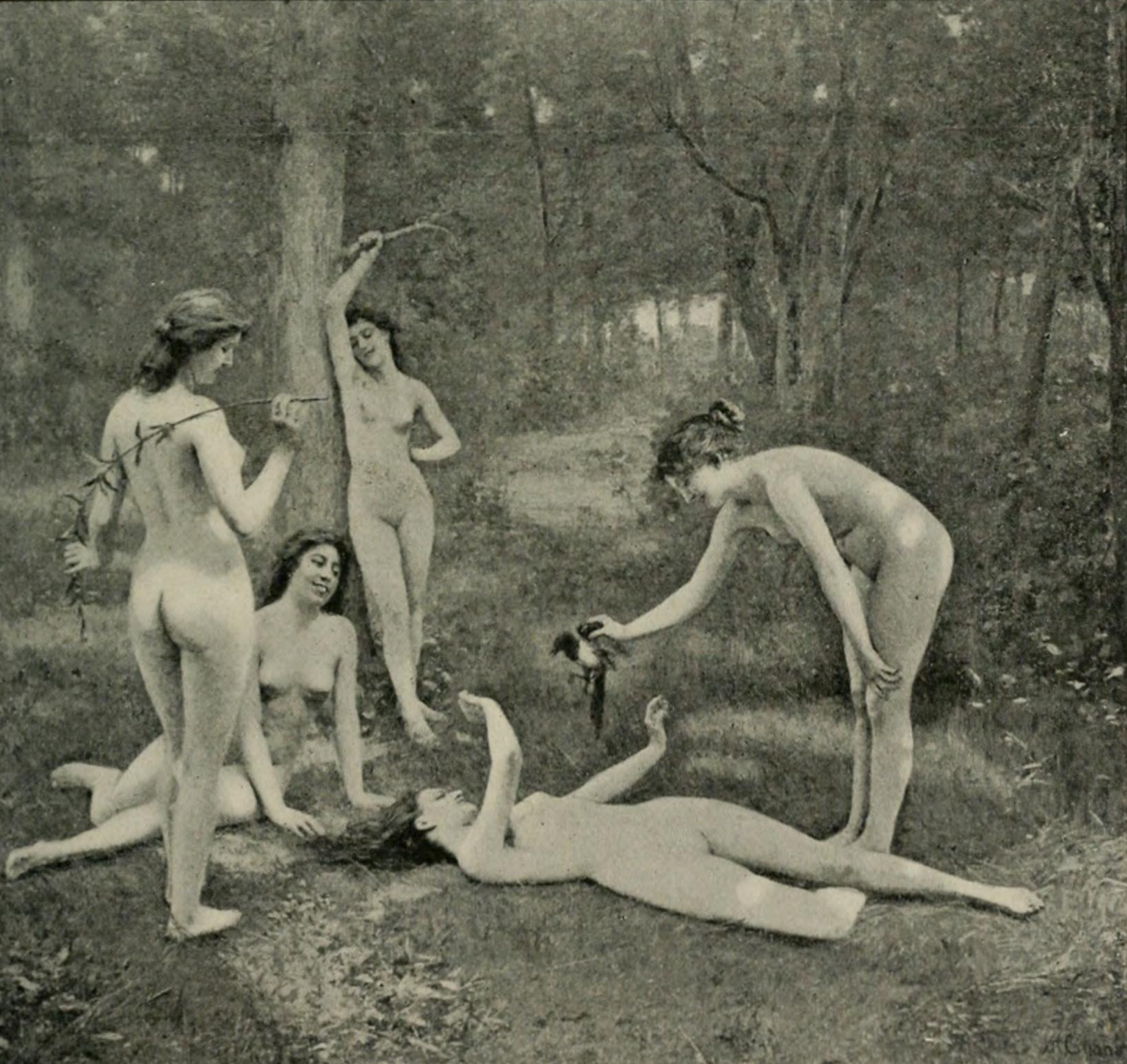
Die Nixen beim Spiel (Symbolbild). Les Nymphes s'amusent – Alexandre-Jacques Chantron, 1901.

In den Furten der Eger leben liebliche Nixen, die im Mondschein zu Tanz und Spiel auf die Auenwiesen kommen. Einmal im Jahr erscheint beim Nixentanz auch die Königin der Nixen, die vorher ihre Krone ablegt, ehe sie dem Tanz beiwohnt. Einmal fuhren zwei nachts Fischer auf der Eger, entdeckten die Nixen und legten am Ufer an, wobei einer von ihnen die Krone fand, sie mitnahm und fern der Eger versteckte. Am nächsten Morgen saß ein splitternacktes Mädchen vor der Haustür des Diebes und weinte flehentlich, er möge ihr die Krone zurückgeben.
Der Fischer war von der Schönheit des Mädchens bezaubert und lehnte das Gold ab, das die Klagende ihm bot. Dann nahm er sie in sein Haus und gab dem Mädchen ein Kleid, damit es sich bedecken konnte. Der Fischer leugnete die Krone gefunden zu haben, erklärte dem Mädchen aber, dass er es suchen werde, wenn sie bei ihm bliebe. Das Mädchen stimmte zu.
So vergingen viele Jahre, ohne dass der Fischer die Krone wieder ins Haus brachte. Inzwischen hatte das Paar Kinder bekommen, die eines Tages an dem Orte spielten, wo ihr Vater die Krone versteckt hatte. Die Kinder brachten das schöne Stück jubelnd ihrer Mutter; die jedoch zu weinen begann, ihre Kinder küsste und für immer in ihr heimliches Reich verschwand.

## Rezeption
Die Sage findet sich in mehreren Werken zur sudetendeutschen / west-tschechischen Sagenwelt. Josef Hofmann, G. Kutschera und H. Nürnbeger führen die Geschichte in ihrem Werk Sagen der Karlsbader Landschaft (1926) auf; Thilde Hopper-Hoyer listet sie in ihrer Sagensammlung Egerländer Sagenkranz auf, die sie 1958 veröffentlichte als Erinnerung an ihre verlorene Heimat des Egerlandes; aus der sie 1945/1946 vertrieben worden war.